# Kostel svaté Máří Magdaleny (Stupná)
Kostel svaté Máří Magdaleny je římskokatolický, filiální, orientovaný kostel v Stupné, která je součástí obce Vidochov. Patří do farnosti Pecka. Kostel je od 12. listopadu 1993 chráněn jako kulturní památka České republiky. Kostel stojí osamoceně na jihovýchod od Stupné na plochém kopci směrem na Pecku.

## Historie
Kostelík byl původně dřevěný a je uveden již roku 1627 ve Valdštejnově nadační listině. Stupná byla přifařena do Pecky. Současný kostel byl postaven v letech 1717-1719 stavitelem Heldtem na náklad valdických kartuziánů za převora Víta Korejse. Strop lodi byl upraven v roce 1893. V literatuře se traduje, že ve Stupné snad byla v letech 1384, 1412 a 1417 fara, plebáni prý střídavě bydleli ve Stupné nebo v Pecce. Zprávu uvedl roku 1790 Jaroslav Schaller ve své Topografii Čech. Udržoval se zvyk, že o nedělích a svátcích byla v Pecce druhá mše od 9 hodin sloužena německy s německým kázáním, pokud nebyla sloužena mše ve Stupné.

## Architektura
Barokní jednolodní stavba s ustupujícím půlkruhově zakončeným presbytářem bez vnějších ozdob a s nízkými obdélnými okny. Presbytář má valenou klenbu a výsečemi, strop v lodi je rákosový. Sanktusová věžička je nad závěrem lodi.

## Interiér
Oltáře jsou z 19. století, další inventář je barokní z 18. století. Varhany byly pořízeny v roce 1767.

## Okolí kostela
U kostela je menší hřbitov. Původní hřbitov byl na jižní a západní straně kostela a pochovávali se tam lidé ze Stupné, Borovnice, Bělé a Radkyně, později byl umístěn na severní straně a pochovávali se sem pouze obyvatelé ze Stupné.

## Bohoslužby
Bohoslužby se konají jen o pouti.